# Йерба Буена Гардънс
Йерба Буена Гардънс (на англ. Yerba Buena Gardens) е парк в Сан Франциско, щата Калифорния. Паркът Йерба Буена е разположен на площ от две преки в централната част на Сан Франциско в кв. „Саут ъф Маркет“ между 3-та и 4-та ул. и ул. „Мишън“ и ул. „Фолсъм“. Първоначално парка включва частта между улиците „Мишън“ и „Хауърд“ и отваря 1993 г., впоследствие през 1998 г. паркът се разширява и между улиците „Хауърд“ и „Фолсъм“. На територията на парка се намират Центърът за изкуства Йерба Буена, зимна пързалка, зала за боулинг и въртележка. В районът на две преки около парка се намират много хотели, музеи и търговски обекти.